# 撞上天敌二次方
《撞上天敌二次方》，是刘飒的漫画，漫画主要讲述一个蒙面上学的女生和一对孪生兄弟，在一座背景神秘的学校的故事。。有在《飒漫画》刊载。